# Esarcato patriarcale
Un esarcato patriarcale è una forma di diocesi della Chiesa cattolica in uso presso le Chiese di rito orientale, istituita nel "territorio proprio" di una Chiesa patriarcale.
È una tipologia di circoscrizione ecclesiastica cattolica analoga all'esarcato apostolico e all'esarcato arcivescovile, disciplinati dai canoni 311-321 del Codice dei canoni delle Chiese orientali.

## Lista degli esarcati patriarcali della Chiesa cattolica

### Chiesa armena cattolica
- Esarcato patriarcale di Damasco
- Esarcato patriarcale di Gerusalemme e Amman

### Chiesa siro-cattolica
- Esarcato patriarcale di Bàssora e Golfo
- Esarcato patriarcale di Gerusalemme
- Esarcato patriarcale di Turchia

### Chiesa maronita
- Esarcato patriarcale di Gerusalemme e Palestina
- Esarcato patriarcale di Giordania

### Chiesa melchita
- Esarcato patriarcale dell'Iraq
- Esarcato patriarcale del Kuwait